# Flor de Caña Fútbol Club
El Flor de Caña FC es un equipo de fútbol de Nicaragua que juega en la Tercera División de Nicaragua, la tercera categoría de fútbol en el país.

## Historia
Fue fundado en el año 1951 en la ciudad de Chichigalpa y ha sido campeón de la Primera División de Nicaragua en dos ocasiones, ambas a finales de la década de los años 1960s, aunque no ha vuelto a la máxima categoría desde mediados de la década de los años 1970s.
A nivel internacional han participado en un torneo continental, en la Copa de Campeones de la Concacaf 1967, donde fue eliminado en la primera ronda clasificatoria por el Alianza FC de El Salvador.

## Palmarés
- Primera División de Nicaragua: 2

1966, 1967

## Participación en competiciones de la Concacaf
| Temporada | Torneo                           | Ronda             | Club       | Casa | Visita | Global |
| --------- | -------------------------------- | ----------------- | ---------- | ---- | ------ | ------ |
| 1967      | Copa de Campeones de la Concacaf | 1ª Clasificatoria | Alianza FC | 3-2  | 0-8    | 3-10   |

## Jugadores

### Jugadores destacados
- Óscar “Chiqui” Calvo
- Victor Adrian Cardoso
- Roger Mayorga
- Manuel Cuadra
- Reynaldo Orozco